# Bookends
| Оценки критиков | Оценки критиков |
| Источник        | Оценка          |
| --------------- | --------------- |
| AllMusic        | [ 1 ]           |

Bookends — четвертый студийный альбом американского дуэта Simon & Garfunkel, выпущенный 3 апреля 1968 года на лейбле Columbia.
В 2003 году журнал Rolling Stone поместил альбом Bookends на 233 место своего списка «500 величайших альбомов всех времён». В списке 2012 года альбом находится на 234 месте.

## Список композиций
Слова и музыка всех песен — Пола Саймона, где не указано иное.
| №  | Название                    | Автор(ы)             | Дата записи     | Длительность |
| -- | --------------------------- | -------------------- | --------------- | ------------ |
| 1. | «Bookends Theme»            |                      | 1968            | 0:32         |
| 2. | «Save the Life of My Child» |                      | 14 декабря 1967 | 2:49         |
| 3. | «America»                   |                      | 1 февраля 1968  | 3:34         |
| 4. | «Overs»                     |                      | 16 октября 1967 | 2:14         |
| 5. | «Voices of Old People»      | Simon Арт Гарфанкель | 6 февраля 1968  | 2:07         |
| 6. | «Old Friends»               |                      | 1968            | 2:46         |
| 7. | «Bookends Theme»            |                      | 1968            | 1:16         |

| №   | Название                 | Дата записи     | Длительность |
| --- | ------------------------ | --------------- | ------------ |
| 8.  | «Fakin' It»              | июнь 1967       | 3:14         |
| 9.  | «Punky’s Dilemma»        | 5 октября 1967  | 2:10         |
| 10. | «Mrs. Robinson»          | 2 февраля 1968  | 4:02         |
| 11. | «A Hazy Shade of Winter» | 7 сентября 1966 | 2:17         |
| 12. | «At the Zoo»             | 8 января 1967   | 2:21         |

## Чарты
| Чарт (1968)                      | Наив. поз. |
| -------------------------------- | ---------- |
| Австралия (ARIA)                 | 3          |
| Франция (SNEP)                   | 3          |
| Германия (Offizielle Top 100)    | 40         |
| Великобритания (UK Albums Chart) | 1          |
| США (Billboard 200)              | 1          |

## Сертификации
| Регион | Сертификация  | Продажи    |
| --- | ------------- | ---------- |
| США (RIAA) | 2× Платиновый | 2 000 000^ |
| * Данные о продажах приведены только на основе сертификации. ^ Данные о тиражах приведены только на основе сертификации. |               |            |